# Universitas Bina Nusantara
Universitas Bina Nusantara – indonezyjska uczelnia prywatna z siedzibą w Dżakarcie. Została założona w 1981 roku.

## Wydziały
- Fakultas Ekonomi dan Komunikasi
- Fakultas Humaniora
- Fakultas Teknik
- Sekolah Bisnis dan Manajemen
- Sekolah Desain
- Sekolah Ilmu Komputer
- Sekolah Sistem Informasi

Źródło: